# Leonida Frascarelli
Leonida Frascarelli (né le 21 novembre 1906 à Rome et mort dans la même ville le 18 juin 1991) était un coureur cycliste italien de l'entre-deux-guerres. 

## Biographie
Leonida Frascarelli a notamment remporté le Tour de Campanie (à deux reprises), le Tour d'Ombrie, le Tour de Toscane et deux étapes du Tour d'Italie 1930. Il s'était classé troisième du classement général de l'édition précédente, et deuxième de Milan-San Remo la même année.

## Palmarès
- 1926
  - Tour de Campanie
  - 2e de la Coppa Principe di Piemonte
  - 2e de Rome-Naples-Rome

- 1928
  - Tour d'Ombrie
  - 3e du Tour de la province de Reggio de Calabre
  - 6e du Tour de Lombardie

- 1929
  - Tour de Toscane
  - Tour de Campanie :
    - Classement général
    - 2e étape

  - 2e du Tour de Sicile
  - 2e de Milan-San Remo
  - 3e du Tour d'Italie
  - 5e du championnat du monde sur route

- 1930
  - 2e et 14e étapes du Tour d'Italie

- 1932
  - 3e de Milan-La Spezia
  - 4e de Milan-San Remo

## Résultats sur les grands tours

### Tour d'Italie
4 participations
- 1926 : abandon
- 1929 : 3e
- 1930 : 18e, vainqueur des 2e et 14e étapes
- 1932 : non-partant (7e étape)

### Tour de France
1 participation
- 1930 : abandon (7e étape)